# Liechtenstein az 1936. évi téli olimpiai játékokon
Liechtenstein a németországi Garmisch-Partenkirchenben megrendezett 1936. évi téli olimpiai játékok egyik részt vevő nemzete volt. Az országot az olimpián 2 sportágban 4 sportoló képviselte, akik érmet nem szereztek. Liechtenstein először vett részt az olimpiai játékokon.

## Alpesisí
Férfi
| Versenyző      | Versenyszám | Lesiklás | Lesiklás | Lesiklás | Műlesiklás | Műlesiklás | Műlesiklás | Műlesiklás | Műlesiklás | Műlesiklás | Műlesiklás | Összesítés | Összesítés |
| Versenyző      | Versenyszám | Lesiklás | Lesiklás | Lesiklás | 1. futam   | 1. futam   | 2. futam   | 2. futam   | Össz.      | Össz.      | Össz.      | Összesítés | Összesítés |
| Versenyző      | Versenyszám | Idő      | Pont     | Hely.    | Idő        | Hely.      | Idő        | Hely.      | Idő        | Pont       | Hely.      | Pont       | Helyezés   |
| -------------- | ----------- | -------- | -------- | -------- | ---------- | ---------- | ---------- | ---------- | ---------- | ---------- | ---------- | ---------- | ---------- |
| Hubert Negele  | Összetett   | 8:09,4   | 58,72    | 51.      | 2:16,1     | 47.        | kizárták   | kizárták   | kiesett    | kiesett    | kiesett    | kiesett    | kiesett    |
| Franz Schädler | Összetett   | 11:59,8  | 39,93    | 54.      | 2:32,5     | 51.        | kizárták   | kizárták   | kiesett    | kiesett    | kiesett    | kiesett    | kiesett    |

## Bob
| Versenyző                         | Versenyszám | 1. futam | 1. futam | 2. futam | 2. futam | 3. futam | 3. futam | 4. futam | 4. futam | Összesítés | Összesítés |
| Versenyző                         | Versenyszám | Idő      | Hely.    | Idő      | Hely.    | Idő      | Hely.    | Idő      | Hely.    | Idő        | Helyezés   |
| --------------------------------- | ----------- | -------- | -------- | -------- | -------- | -------- | -------- | -------- | -------- | ---------- | ---------- |
| Eduard von Falz-Fein Eugen Büchel | Kettes      | 1:30,96  | 13.      | 1:26,91  | 15.      | 1:35,27  | 21.      | 1:28,80  | 18.      | 6:01,94    | 18.        |